# Joe Berlinger
Joseph "Joe" Berlinger (Bridgeport, Connecticut; 30 de octubre de 1961) es un director y productor estadounidense de cine y documentales, ganador de dos premios Emmy, entre otros galardones. Comenzó su carrera en Maysles Films, la compañía de Albert y David Maysles, donde conoció a Bruce Sinofsky, con el que compartiría varios trabajos fílmicos en años posteriores. Junto a Sinofsky creó la productora Creative Thinking International.

## Biografía
Joe Berlinger nació en Bridgeport, Connecticut, el 30 de octubre de 1961. Se graduó en 1983 en la Universidad Colgate.

## Obra
Fue nominado, junto a Bruce Sinofsky, al premio al mejor documental largo en los Óscar de 2011 por el documental Paradise Lost 3: Purgatory.

## Filmografía

### Ficción
- 2000 La bruja de Blair 2
- 2019 Extremadamente cruel, malvado y perverso

### Documentales
- 1992 Brother's Keeper
- 1995 Paradise Lost: The Child Murders at Robin Hood Hills
- 1998 Where It's At: The Rolling Stone State of the Union
- 2000 Paradise Lost 2: Revelations
- 2004 Metallica: Some Kind of Monster
- 2009 Crudo
- 2011 Paradise Lost 3: Purgatory
- 2012 Under African Skies
- 2014 Whitey: United States of America v. James J. Bulger
- 2016 Tony Robbins: I Am Not Your Guru
- 2017 Intent to Destroy

### Series documentales
- 2017 Cold Blooded: The Clutter Family Murders
- 2017 Gone: The Forgotten Women of Ohio
- 2018 Wrong Man
- 2018 Unspeakable Crime: The Killing of Jessica Chambers
- 2019 Conversaciones con asesinos. Las cintas de Ted Bundy
- 2021 Confronting a Serial Killer
- 2021 Escena del crimen. Desaparición en el Hotel Cecil
- 2021 Escena del crimen. Asesinato en Times Square
- 2022 Conversaciones con asesinos. Las cintas de John Wayne Gacy
- 2022 Conversaciones con asesinos. Las cintas de Jeffrey Dahmer
- 2023 Madoff. El monstruo de Wall Street
- 2024 Caso no resuelto. ¿Quién mató a JonBenét Ramsey?
- 2024 Hitler y los nazis. La maldad a juicio
- 2025 Conversaciones con asesinos. Las cintas del Hijo de Sam

## Premios y distinciones
Premios Óscar
| Año  | Categoría              | Trabajo nominado           | Resultado |
| ---- | ---------------------- | -------------------------- | --------- |
| 2012 | Mejor documental largo | Paradise Lost 3: Purgatory | Nominado  |